# José Domingo Molina Gómez
José Domingo Molina Gómez (San Fernando del Valle de Catamarca, 26 settembre 1896 – Buenos Aires, 1969) è stato un generale e politico argentino, presidente dell'Argentina ad interim dal 21 settembre al 23 settembre 1955.